# Terc
A terc (latin tertia = 'harmadik') a zenében a diatonikus hangsor harmadik fokát jelenti, illetve azt a hangközt, amely az első fokot a harmadiktól elválasztja. Létezik nagyterc és kisterc. A többi hangközhöz hasonlóan mindkettő lehet bővített és szűkített is.
A tiszta akusztikus nagy- és kisterc frekvenciája 5/4 illetve 6/5 arányban van az alaphanggal, nagysága 386 illetve 316 cent. A kiegyenlített hangolású nagy- és kisterc az oktáv 1/3-a illetve 1/4-e, azaz 400 és 300 cent.
A terc a szext fordított, inverz hangköze, tehát az a hangköz, amely azt oktávra egészíti ki.
A terc a kvinttel együtt a hármashangzatot alkotó egyik hangköz. Nagyterc esetén dúr (c1-e1-g1), kisterc esetén moll (c1-esz1-g1) hármashangzatról beszélünk.
A tercet a 16. század közepéig az európai zenében tökéletlen konszonanciának tekintették, a többszólamú szerkesztésben felhasználták, de a zenei szakaszok, frázisok végén mindig tökéletes konszonanciára, prímre, oktávra vagy kvintre oldották fel. Később a záróakkordokban kezdetben akkor is nagytercet (dúr akkord) alkalmaztak, ha a darab alaphangneme moll volt (pikárdiai terc), magasabb konszonanciafoka miatt.

## Példa
- A zsip-zsup, kenderzsup kezdetű gyerekdal kisterc hangközre épül.
- Nagyterc kezdőlépésű a közismert Boci, boci tarka dalocska.

## Lásd még
- Kottaírás
- Hang
- Felhangsor
- Akkord